# Scouting Squadron Six
Scouting Squadron Six (VS-6) – amerykańska eskadra bombowców nurkujących lotniskowca USS „Enterprise” (CV-6), w latach 1938–1942. VS-6 odegrała wiodącą rolę w operacjach lotniczych amerykańskiej marynarki wojennej początkowego okresu wojny na Pacyfiku, w tym w rajdach pierwszej połowy 1942 roku i podczas bitwy pod Midway.

## Historia
Eskadra lotnictwa pokładowego VS-6 została sformowana 1 lipca 1938 roku wraz z utworzeniem grupy powietrznej tego okrętu, i razem pozostałymi eskadrami – VB-6, VF-6 oraz VT-6 – wchodziła w skład Enterprise Air Group. Podstawowymi zadaniami eskadry było prowadzenie lotów rozpoznawczych oraz bombardowania w locie nurkowym celów morskich i lądowych.
Skład eskadry wahał się od 15 do 18 samolotów bombowo-rozpoznawczych, początkowo były to dwupłatowe Curtiss SBC Helldiver, które jednak jeszcze przed formalnym utworzeniem eskadry zaczęły być zastępowane na pokładzie „Enterprise” przez nowocześniejsze jednopłaty Northrop BT-1. Wiosną 1941 roku bardzo wypadkowe BT-1 zaczęły być zastępowane przez znacznie bezpieczniejsze samoloty Douglas SBD-2 Dauntless oraz SBD-3 Dauntless.
Po wybuchu II wojny światowej na Pacyfiku, samoloty eskadry zatopiły japoński okręt podwodny I-70, który został tym samym pierwszym japońskim okrętem zatopionym przez siły amerykańskie po wybuchu wojny na Pacyfiku. Bombowce eskadry uczestniczyły potem we wszystkich operacjach USS „Enterprise” (CV-6) pierwszej połowy 1942 roku, bombardując japońskie cele na wyspach Marshalla, w atolu Wake oraz na wyspie Marcus. Po zakończeniu przez „Enterprise” operacji osłony przeprowadzającego rajd na Wyspy Japońskie lotniskowca USS „Hornet” (CV-8), wraz ze swoim okrętem eskadra VS-6 odegrała kluczową rolę w bitwie pod Midway, skutecznie bombardując japońskie lotniskowce „Kaga” i „Hiryū”, a następnie ciężki krążownik „Mikuma”.
Eskadra została rozwiązana w jeszcze w czerwcu 1942 roku, i w wielkich bitwach powietrzno-morskich wokół Wysp Salomona i Guadalcanalu w drugiej połowie tego roku, z pokładu USS „Enterprise” operowała już eskadra VS-5.

### Okres przedwojenny

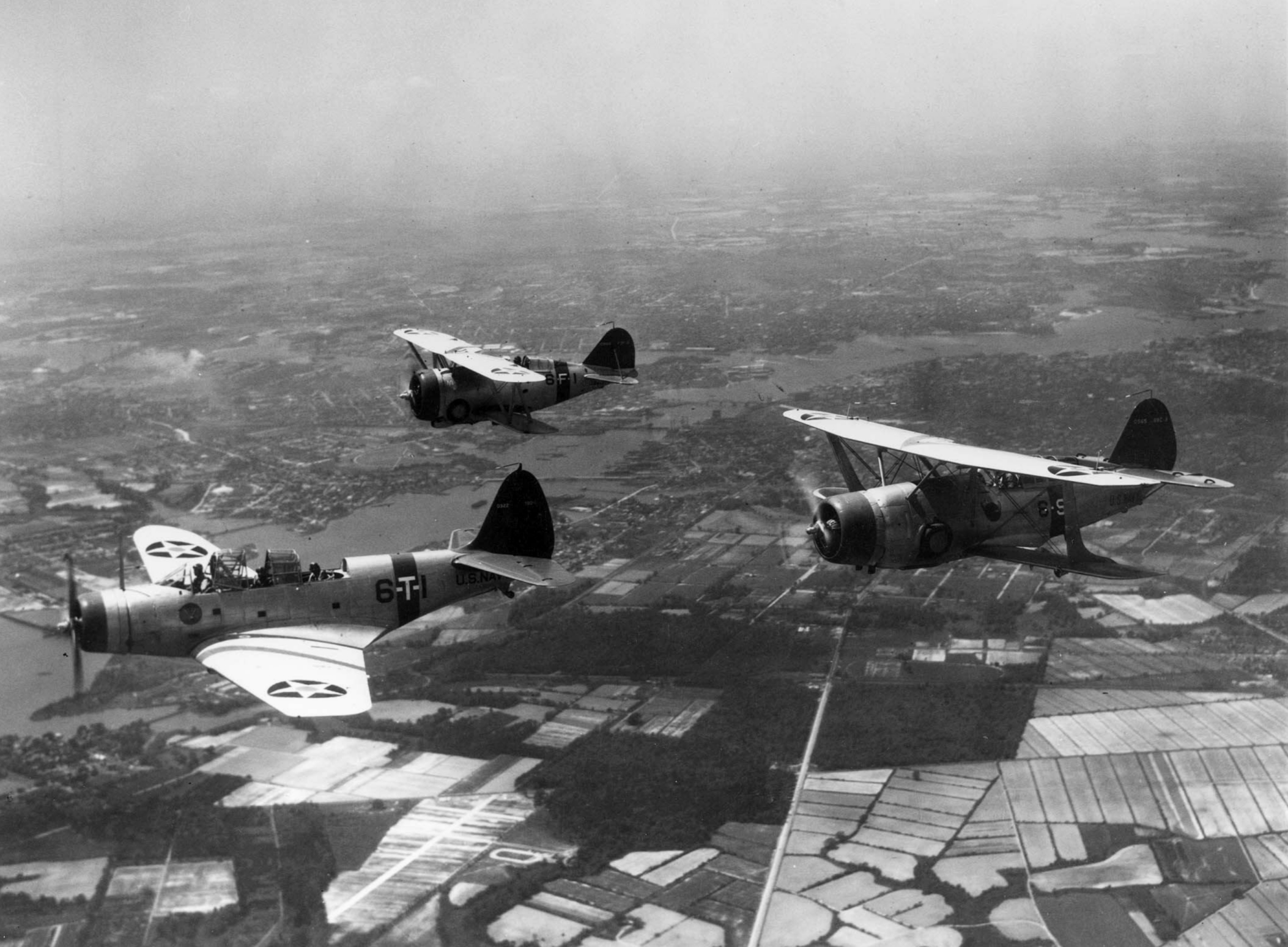
W 1938 roku VS-6 wyposażona była w bombowce SBC-3 Helldiver, na zdjęciu trzeci w kolejności od lewej

Przydzielone USS „Enterprise” (CV-6) samoloty, przybyły na pokład 30 czerwca 1938 roku, w liczbie 81 maszyn. Znajdowało się wśród nich 20 Grumman F3F-2, dwa O3U-3, 21 SBC-3 Helldiver, 13 Northrop BT-1 i 20 TBD Devastator. Dzień później utworzona została grupa lotnicza lotniskowca, która składała się z czterech eskadr: myśliwskiej Fighter Squadron Six (VF-6), bombowej Bombing Squadron Six (VB-6), torpedowej Torpedo Squadron Six (VT-6) oraz rozpoznania Scouting Squadron Six (VS-6). Podobnie jak dla innych eskadr pokładowych, Bureau of Aeronautics autoryzowało dla VS-6 18 maszyn, jednak ich liczba w rzeczywistości wahała się, czy to z powodu wypadków, czy to z powodu koniecznych napraw, eskadry często używały również samolotów zastępczych.

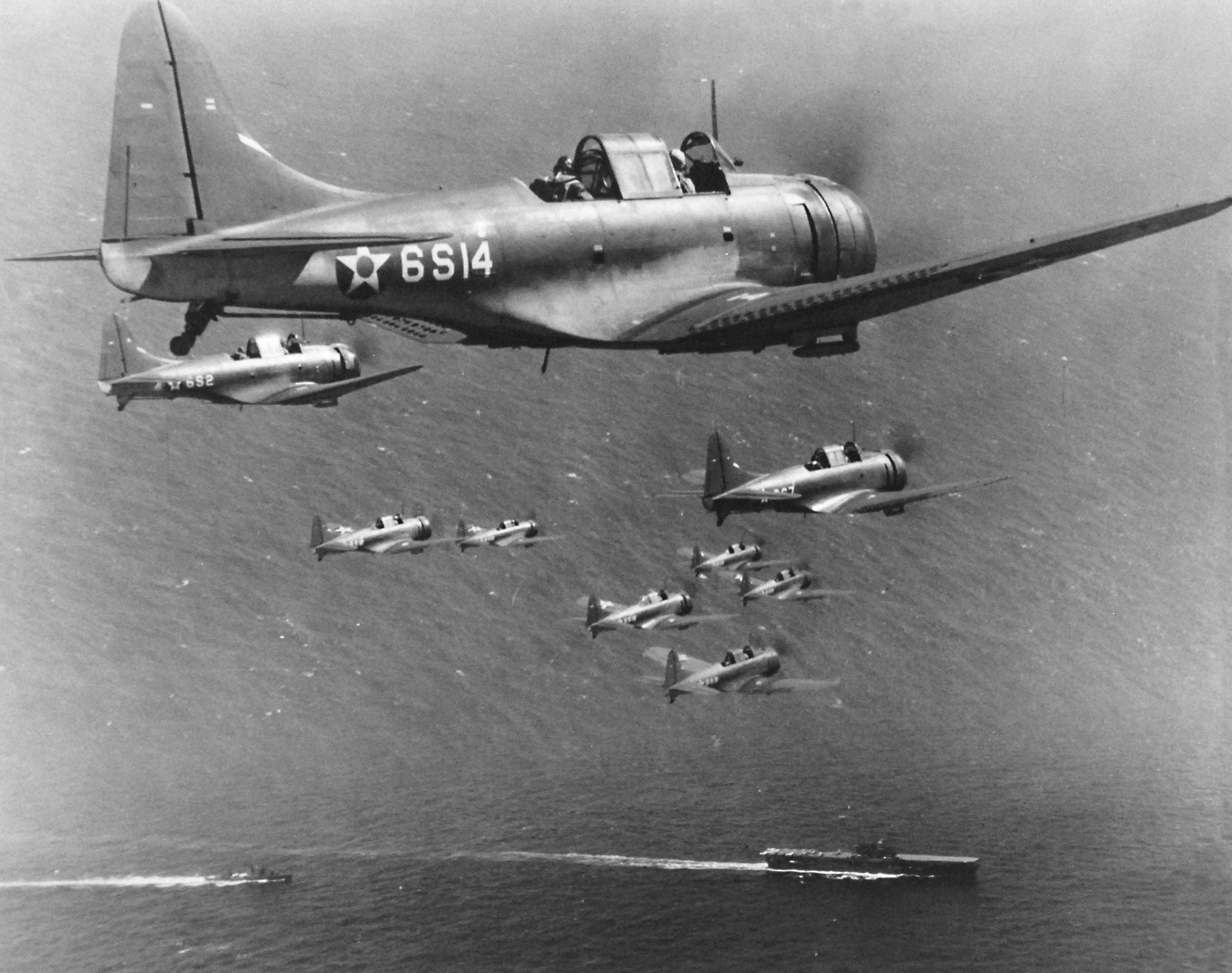
Należące do Scouting Squadron Six Dauntlessy SBD-2 nad macierzystym lotniskowcem USS „Enterprise” w październiku 1941 roku

Podstawowym wyposażeniem Scouting Squadron Six był wówczas SBC-3 Helldiver. Te ostatnie, od 6 maja 1938 roku były już jednak częściowo zastępowane w marynarce nowocześniejszymi Northrop BT-1. W przededniu wojny VS-6 miała już jednak 18 bombowców nurkujących Douglas SBD Dauntless. Początkowo były to Dauntlessy w wersji SBD-2, te jednak niemal natychmiast zaczęły być zastępowane przez model SBD-3 – pierwszą w pełni combat ready odmianę Dauntlessa, z samouszczelniającymi się zbiornikami paliwa i opancerzeniem kokpitu. W rezultacie, w grudniu 1941 roku VS-6 miała 18 SBD-2 i SBD-3. Podobnie jak inne eskadry, VS-6 miała jednak trzy dodatkowe maszyny w rezerwie, w razie konieczności natychmiastowego – z powodu awarii lub uszkodzenia – zastąpienia któregoś z samolotów wyznaczonych do lotu.
Tuż przed rozpoczęciem wojny z Japonią VS-6 podzielona była na trzy sekcje, po pięć samolotów w każdej, dowodzona zaś była dowodzona była przez Lt. Cmdr. Hallsteda Hoppinga.

### II wojna światowa

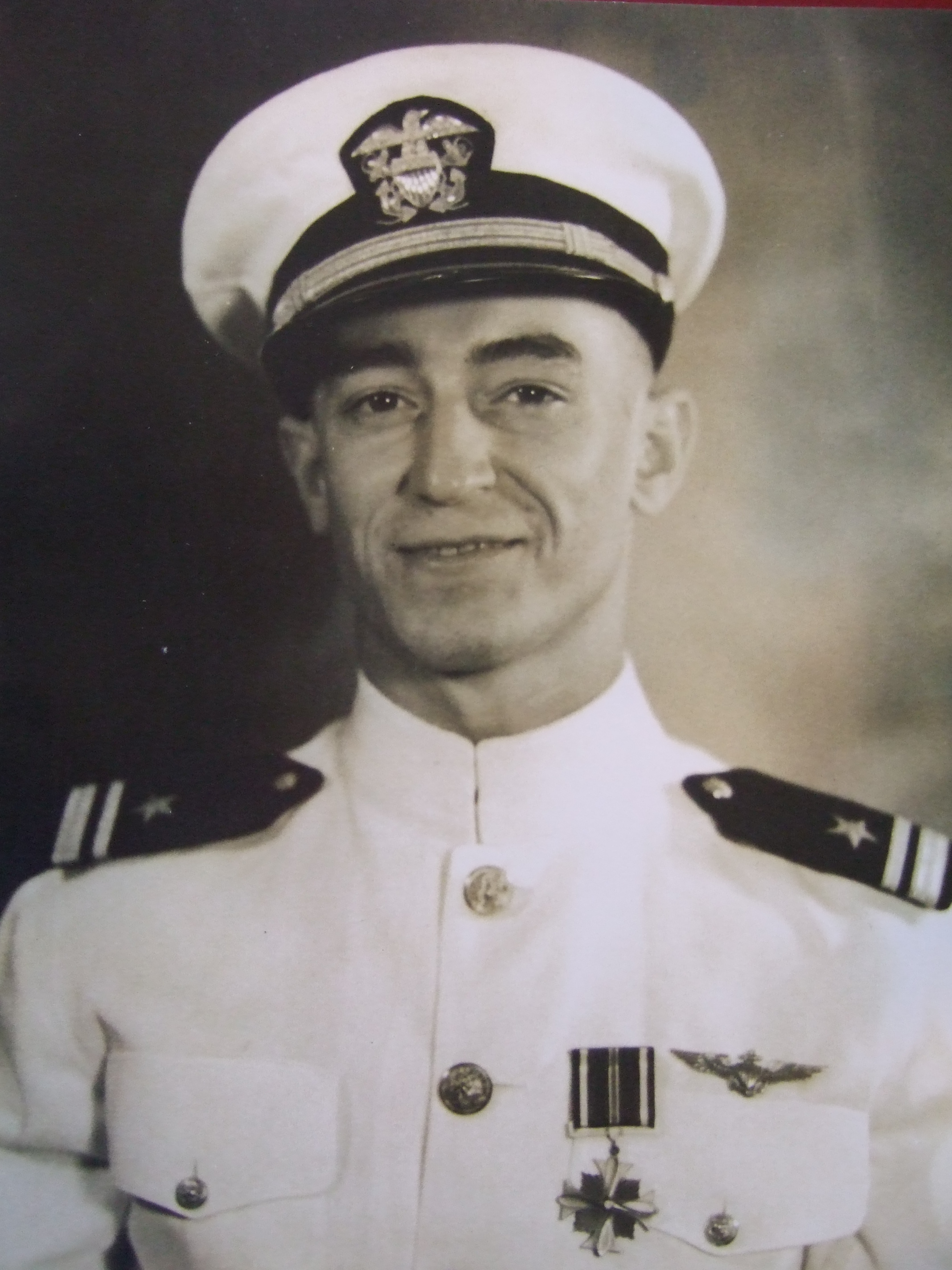
Norman Kleiss, jedyny pilot w historii, który podczas jednej bitwy zatopił trzy okręty („Kaga”, „Hiryū”, „Mikuma”)

7 grudnia 1941 roku, w dniu wybuchu wojny na Pacyfiku, wraz ze swoim okrętem eskadra znajdowała się około 300 mil od Pearl Harbor w drodze powrotnej z Wake, gdzie „Enterprise” dostarczał należące do korpusu piechoty morskiej dwie eskadry samolotów myśliwskich Grumman F4F Wildcat. Chwilę przed japońskim atakiem na Pearl Harbor, 12 samolotów eskadry - wraz częścią eskadry VB-6 – wystartowała z pokładu, aby przed okrętem dotrzeć na lotniska na wyspie Oʻahu. Po wleceniu w przestrzeń powietrzną Hawajów SBD Dauntless eskadry wpadły jednak w środek japońskiego ataku, przez co eskadra utraciła w locie sześć samolotów, z których trzy uznane zostały za zestrzelone, trzy zaś za zaginione. Według niektórych raportów, załodze samolotu dowodzonego przez Lieutenanta Clarence'a Dickinsona udało się zestrzelić w walce powietrznej jeden z myśliwców Mitsubishi A6M „Zero”, który został uznany za prawdopodobnie pierwszy japoński samolot zestrzelony w walce powietrznej przez amerykańską marynarkę. W walce tej zginął jednak tylny strzelec maszyny Dickinsona William C. Miller.

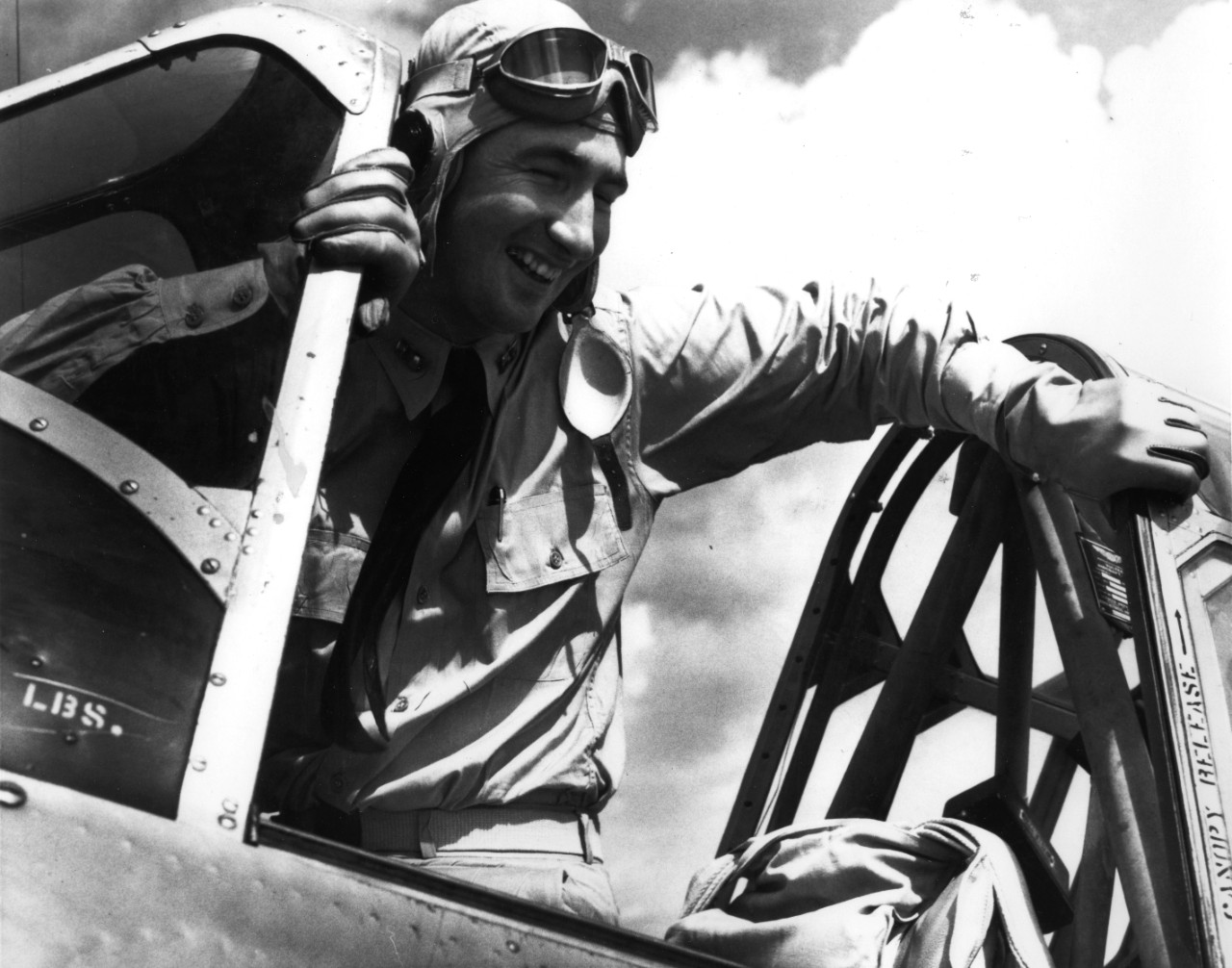
Lt. Cmdr. Clarence Dickinson, pilot SBD-3 Dauntless o numerze taktycznym 6-S-10, 10 grudnia 1941 roku zatopił okręt podwodny I-70, pierwszy japoński okręt zatopiony w walce podczas II wś. 4 czerwca 1942 roku, trafił bombą lotniskowiec „Kaga”

Jeszcze przed dotarciem „Enterprise” do Pearl Harbor, pozostała na jego pokładzie część eskadry VS-6 wzięła udział w bezowocnym poszukiwaniu japońskiego zespołu Kido Butai na południe od Hawajów (według błędnych danych rozpoznania). 10 grudnia patrolujące samoloty eskadry uszkodziły, a następnie zatopiły japoński okręt podwodny I-70, który został w ten sposób pierwszym japońskim okrętem zatopionym po oficjalnym rozpoczęciu wojny na Pacyfiku. W lutym 1942 roku, bombowce VS-6 prowadziły z pokładu CV-6 bombardowania japońskich baz na wyspach Marshalla, na wyspie Wake, a następnie Marcus. W związku z rajdem USS „Hornet” (CV-8) i bombowców USAAF pułkownika Doolittle’a na macierzyste Wyspy Japońskie, ani „Enterprise” ani jego eskadra VS-6 nie wzięły udziału w bitwie Morzu Koralowym. Grupa powietrzna Enterprise osłaniała bowiem w tym czasie lotniskowiec USS „Hornet”, którego pokład startowy zastawiony był średnimi bombowcami armii North American B-25 Mitchell. Enterprise Air Group była już jednak gotowa do obrony Midway w czerwcu tego roku.

#### Bitwa pod Midway
4 czerwca 1942 roku „Enterprise” działał pod Midway jako okręt flagowy dowodzącego Task Force 16 adm. Raymonda Spruance'a. Zastępujący w tym czasie chorego adm. Williama Halseya adm. Spruance, wysłał eskadry bombowe VB-6 i VS-6 do samodzielnego lotu przeciwko zespołowi lotniskowców Kido Butai adm. Chūichi Nagumo, bez przydzielenia im eskorty myśliwskiej, która była niezbędna do zapewnienia bezpieczeństwa eskadry torpedowej VT-6. Skutkiem wykrycia zespołu amerykańskiego przez japońskie samoloty rozpoznawcze, zespół japońskich okrętów zmienił kurs na północno-wschodni, co spowodowało, że dowodzone przez Wade'a McClusky'ego eskadry VS-6 i VB-6 nie odnalazły początkowo japońskich jednostek. Po dwugodzinnych bezskutecznych poszukiwaniach w miejscu wskazanym przez rozpoznanie lotnicze, McClusky dostrzegł japoński niszczyciel „Arashi” płynący z pełną prędkością na północny wschód. Domyślając się, że japońska jednostka płynie w kierunku zespołu głównego, McClusky poprowadził obie eskadry bombowe jego śladem, trafiając po chwili na zgrupowanie okrętów 1. i 2. dywizjonu lotniskowców Kido Butai. O godzinie 10:20 SBD Dauntless z VS-6 weszły w lot nurkowy, przechodząc do ataku na lotniskowiec „Kaga”, który trafiony kilkoma bombami, ogarnięty został płomieniami z eksplozji rzucanych bomb oraz amunicji i paliw wewnątrz okrętu, co doprowadziło do bezpowrotnego zniszczenia jednostki. Atak VS-6 i VB-6 zakończył się o godzinie 10:25, zaś z kilkunastu samolotów eskadry, na pokład USS Enterprise zdołało powrócić jedynie osiem maszyn z eskadry Scouting Six.
W godzinach popołudniowych VS-6 wzięła udział w kolejnym ataku na Kido Butai, atakując jedyny ocalały dotąd lotniskowiec japoński, „Hiryū”, który również został trafiony kilkoma bombami. Dwa dni później, 6 czerwca, bombowce VS-6 wzięły udział w ataku na krążownik „Mikuma”, który również został zniszczony. Ogółem w trakcie bitwy pod Midway, szósta eskadra bombowo-rozpoznawcza straciła 14 ludzi, z których większość skutkiem wyczerpania paliwa po długich poszukiwaniach Kido Butai.
Gdy 13 czerwca 1942 roku Enterprise powrócił do Pearl Harbor, piloci i pozostali żołnierze mogli odpocząć po nieprzerwanych sześciomiesięcznych walkach, jednak 21 czerwca adm. Nimitz wydał rozkaz o wysłaniu wszystkich doświadczonych pilotów eskadry na kontynentalne Stany Zjednoczone, uznając, że półroczne doświadczenie bojowe stanowi wystarczającą rekomendację do objęcia przez nich funkcji instruktorskich celem szkolenia nowych pilotów bombowców nurkujących. Oznaczało to faktyczne rozwiązanie eskadry VS-6, która przed zbliżającą się kampanią na Salomonach została na pokładzie „Enterprise” zastąpiona eskadrą VS-5.